# Vila Medici, Fiesole
Vila Medici v kraju Fiesole pri Firencah je ena najstarejših in najbolje ohranjenih Medičejskih vil,  nekoč zelo vplivne italijanske rodbine Medičejcev. Na ukaz Cosima de’ Medici sta jo med letoma 1451 in 1457 zgradila Michelozzo di Bartolommeo ali Leon Battista Alberti  za Giovannija di Cosima de’ Medici, Cosimovega najstarejšega sina. Vila ni delovala kot središče kmetijske dejavnosti, temveč kot prostor sprostitve ter estetske in intelektualne stimulacije. Lorenzo il Magnifico je posest podedoval po stricu leta 1469, in tukaj zbral Marsilia Ficina, Pica della Mirandola in Angelo Ambrogini, alias Poliziana. Vila je bila v posesti Medičejcev do leta 1671.
Zgradba stavbe je iznajdljivo rešila problem pobočja, zahvaljujoč razdelitvi prostorov na več nivojev: spodnji, ki se uporablja kot kleti, hlevi, vinska klet 'in druga lepa in udobna stanovanja', pokrita z oboki; zgornje nadstropje pa je bilo namenjeno bivanju gospodov s sobami, dvoranami, knjižnico in celo glasbeno sobo. Torej tisto, kar se je zdelo pritličje na zgornji ravni, je bilo pravzaprav drugo nadstropje stavbe s čudovitim pogledom na pokrajino. Na spodnjih terasah so bili viseči vrtovi z zidanimi ložami in geometrijskimi gredicami.
Vila je v zasebni lasti in si jo je mogoče ogledati le v omejenem obsegu.

## Vrt
Vrt danes odraža predvsem prenovo v letih 1911-1923, ki jo je izvedel arhitekt Cecil Pinsent, ki je delal v imenu Lady Cutting, in je v neorenesančnem slogu.
Razprostira se na treh terasah na različnih nivojih. Prva, do katere se dostopa z avenije cipres, ki jo obdaja gozd hrastov, je sestavljena iz velikih pravokotnih travnatih postelj z velikimi starodavnimi drevesi v središču in limonovci v terakota loncih na robovih, ki so izpostavljeni od pozne pomladi do jeseni. V najbolj zgornjem delu, začenši od oranžerije, se razvije dolga vrsta rahlo dvignjenih zemljišč, v katerih so zasajene različne sorte. Glavno nadstropje vile ustreza tej ravni.
Druga se razvije pred zadnjo nadmorsko višino stavbe in je dosežena po notranjem stopnišču. To je najmanj spremenjeno območje vrta, z velikimi magnolijami in okrašenimi z gredicami, obdanimi z živo mejo, z vodnjakom v sredini.
Tretja terasa je sosednja prvi, a vzdolžno 11-12 metrov nižje. Zgrajena od leta 1911 do 1923 med Pinsetovo prenovo, zanjo je značilna ureditev v italijanskem slogu, z zidano pergolo, nameščeno na polovici poti med obema nivojema, ki poteka vzdolž visoke podporne stene glavne terase, zgrajene v času Giovannija de' Medici. Nekaj glicinij krasi ograjo dostopne poti, poravnane s krožnim vodnjakom, iz katerega se razpleteta dve živi meji z geometrijskimi motivi iz pušpana, z magnolijo v sredini vsake. Ob pergoli se razprostirata dve dolgi simetrični gredici z aromatičnimi zelišči, nameščeni v višini parapeta.
Zgornji nivo iz 19. stoletja prikazuje vrsto cipres, ki se končajo v veliki kamniti žari z romantičnim pridihom.
Vrt vile je zelo bogat z vodo in je proti jugu nenehno izpostavljen soncu: to ustvarja skoraj edinstveno mikroklimo za območje, ki na primer predvideva cvetenje za približno 156 dni v primerjavi z drugimi okoliškimi območji.